# Juana Miranda
Juana Miranda Petrona (Quito, 1842-1914) fue una matrona ecuatoriana fundadora de la maternidad de Quito y la primera mujer profesora universitaria de Ecuador.

## Biografía
Fue la penúltima de cinco hijos. Su padre fue Julián Santa María Miranda y Sebastiana de la Pulla Corteza. Su abuela materna, Francisca Miranda, era oriunda de Venezuela y emparentada con el prócer de la independencia venezolana, Francisco de Miranda. Como muestra del respeto que el padre de Juana tiene por Francisca, su madre, es que adopta para los hijos de él el apellido Miranda en primer lugar. Por eso Juana se apellida Miranda y no Santa María, que era el primer apellido paterno.
Juana comenzó a trabajar en el hospital San Juan de Dios en la década de los 50 movida por su anhelo de servicio, el ejemplo de sus padres y la enorme pobreza de la mayoría de la población. Su gran labor hizo que sea reconocida por grandes personajes.
En 1861 con apenas 19 años de edad, Juana Miranda fue nombrada abadesa del Hospital de Caridad. En el hospital también trataban a presos enfermos y Juana les daba un trato igual que al resto de pacientes. Posteriormente, en 1862 fue sargento mayor y asistió al ejército ecuatoriano en la guerra que por ese entonces mantiene el Ecuador con Colombia.
El Presidente Gabriel García Moreno trae de la Maternidad de París a la partera Amelia Sion para que cree una Maternidad en Quito y dirija la Escuela de Obstetricia. Juana Miranda fue una de sus alumnas, graduándose en la primera promoción con el título de Comadrona y, según los planes, debía ser ella quien reemplazara a la directora francesa. Sin embargo, tras el asesinato de García Moreno, se cierra la escuela y Juana dedica el resto de su vida a que la vuelvan a abrir.

### Carrera profesional
En 1866 Juana Miranda había logrado algo algo poco habitual en una mujer en Quito: tenía un cargo remunerado: le pagaban 96 puertos anuales. Juana tenía experiencia hospitalaria que pocos médicos titulados alcanzaban. Más allá de sus logros laborales, Juana se imponía por la fortaleza de su carácter. La defensa del trabajo femenino va a ser otra constante en la vida de Juana, que empieza con su propia formación profesional. En 1870, se matriculó para estudiar la carrera de obstetricia en la Facultad de Medicina de la Universidad Central. Obtiene el título en 1874. En 1876 dirige el hospital militar en la campaña de Galte (prov. del Chimborazo).
Los estudios son el antecedente del programa garciano de crear una Maternidad para Quito. Anhelaba dirigir los estudios de la Escuela de Obstetricia sin embargo con el asesinato de García Moreno en 1875 y la clausura de la Escuela de Obstetricia sus sueños se ven frustrados. La Maternidad también es clausurada y ella y su esposo se ven obligados al exilio.
En 1877-78 ejerce su profesión en Santiago de Chile.
Posteriormente regresa a Ecuador. Juana tiene un diploma, unos 15 años de práctica profesional y la experiencia de 4 partos. En 1891, logra uno de sus más grandes objetivos: ser la primera profesora universitaria que tuvo el Ecuador ocupando la cátedra de Obstetricia Práctica en la Facultad de Medicina de la Universidad Central (1881-1907).  La carrera está dirigida a mujeres, es seguramente la única escuela profesional femenina en la República, y la más antigua formación universitaria para ellas. El Consejo General la nombra profesora de Obstetricia Plástica el 4 de mayo de 1891. Durante su desempeño académico, formó a numerosos estudiantes de Medicina. Entre los cuales se destaca Isidro Ayora quién en el futuro se convertiría en director de la Maternidad.
El 1 de noviembre de 1899, tras una lucha incesante,  Juana Miranda lográ fundar la Maternidad de Quito, en ese entonces conocida como "Asilo Vallejo Rodríguez".
Juana había luchado durante 23 años para que Quito volviera a tener su Maternidad y las mujeres pobres tuvieran un lugar apropiado donde dar a luz. En 1900, Juana Miranda participó en el concurso para Matrona de Maternidad y lo ganó. El Consejo la nombra Matrona a los 57 años de edad.
De 1900 a 1907 fue Matrona y directora de la Maternidad.

## Vida privada
En 1877, contrajo matrimonio con el pintor José de Jesús Araujo , con quien tuvo cuatro hijos. Debido al tenso ambiente que se vivía en el país por la disputa del poder entre Antonio Borrero e Ignacio de Veintimilla, ambos huyeron del Ecuador.

## Reconocimientos póstumo
- Desde el año 2005 la Escuela de Obstetricia se denomina oficialmente “Juana Miranda” por resolución del Consejo Universitario, a propósito de las celebraciones de los 170 años de existencia de dicha Escuela.[3]
- En 2011 el municipio de Quito decidió dedicar una calle con su nombre. en el barrio de Santa Clara tras la campaña "Ellas en las calles" con el apoyo de la Comisión de equidad social y género para recuperar la memoria de la historia de las mujeres en Ecuador.[11]